# Station Lyon-Saint-Clair
Station Lyon-Saint-Clair is een spoorwegstation in de Franse gemeente Caluire-et-Cuire.